# Anthophora testaceipes
Anthophora testaceipes är en biart som beskrevs av Morawitz 1888. Anthophora testaceipes ingår i släktet pälsbin, och familjen långtungebin. Inga underarter finns listade i Catalogue of Life.